# Chiusdino
Chiusdino là một đô thị ở tỉnh Siena trong vùng Toscana, có cự ly khoảng 70 km về phía nam của Florence và khoảng 30 km về phía tây nam của Siena. Tại thời điểm ngày 31 tháng 12 năm 2004, đô thị này có dân số 1.944 người và diện tích là 142,1 km².
Đô thị Chiusdino có các frazione (đơn vị cấp dưới) Ciciano.
Chiusdino giáp các đô thị: Casole d'Elsa, Monticiano, Montieri, Radicondoli, Roccastrada, Sovicille.